# Appius Claudius Caecus

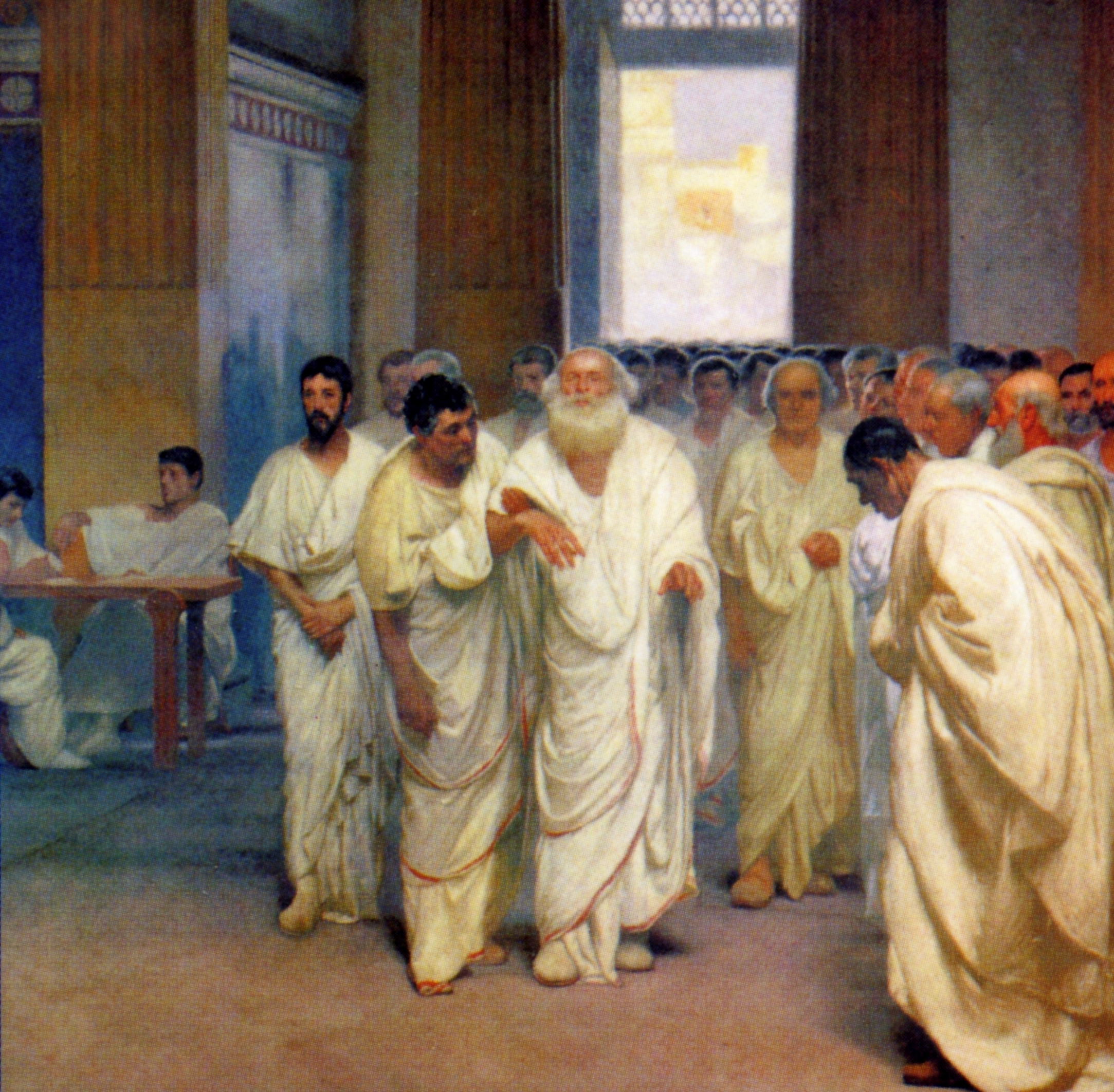

Appius Claudius Caecus (Kr. e. 340 táján – Kr. e. 273.) a Claudia gensbe tartozó római politikus, aki még consulsága előtt, Kr. e. 312-ben lett censor, majd Kr. e. 307-ben és 296-ban consul. Cenzorsága idején libertinusok fiait ültette a senatusba, és a vidéki lakosságot számos új tribusban osztotta el, ezáltal több embernek lehetőséget nyújtva arra, hogy szavazzon a népgyűléseken. Ő kezdte el építtetni a Via Appiát. Öregkorában vakságban szenvedett, így kapta a Caecus (vak) ragadványnevet. A tarentumi háború idején, Pyrrhos épeirosi király egyik követe ellen mondott híressé vált beszédében deklarálta, Róma soha nem fog visszavonulni.

## Fordítás
- Ez a szócikk részben vagy egészben  az   Appius Claudius Caecus című angol Wikipédia-szócikk ezen változatának fordításán alapul.  Az eredeti cikk szerkesztőit annak laptörténete sorolja fel. Ez a jelzés csupán a megfogalmazás eredetét és a szerzői jogokat jelzi, nem szolgál a cikkben szereplő információk forrásmegjelöléseként.